# Lenguas Benue-Congo
Las lenguas Benue-Congo constituyen el mayor grupo de lenguas nigero-congoleñas, con unas 900 lenguas según Ethnologue 2009 y unos 270 millones de hablantes. El nombre se debe a que estas lenguas se extienden entre la cuenca oriental del río Benue (en el norte) y la cuenca del río Congo (en el norte).
Inicialmente el grupo fue propuesto por Greenberg en 1963 que consideró que las lenguas llamadas previamente "semi-bantúes" y las lenguas bantúes formaban parte de la misma familia lingüística y por tanto el bantú a pesar de su importancia demográfica e histórica no era más que una rama de las lenguas lenguas Volta-Congo. Dentro de las lenguas Benue-Congo, las lenguas bantúes constituyen tanto la rama más numerosa en cuanto a número de lenguas, como el grupo demográficamente más importante.

## Clasificación
Existen ciertas discrepacncias entre diferentes autores sobre el alcance del grupo Benue-Congo. Para algunos autores este grupo sólo lenguas habladas al este del río Níger y su afluente el Benue. Sin embargo Williamson y Blench (2000) extienden el término Benue-Congo e incluyen dentro de él las lenguas Níger-Volta. Williamson y Blench dividen las lenguas Benue-Congo en Benue-Congo occidentales (llamadas Volta-Congo por otros autores) y Benue-Congo orientales (Benue-Congo propiamente dicho). Otros autores usan el término Benue-Kwa para referirse al conjunto de lenguas Benue-Congo occidentales y Benue-Congo orientales.
Según Williamson & Blench 2000, las lenguas Benue-Congo se dividen en un grupo occidental (llamado por otros autores Volta-Níger) y un grupo oriental (Benue-Congo propiamente dicho):
- Benué-Congo occidental o Volta-Níger: Especialmente en Nigeria.
  - YEAI (Yoruboide-Edoide-Akoko-Igboide)
  - NOI (Nupoide-Oko-Idomoide)
  - Otras ramas Volta-Níger independientes.
- Benué-Congo oriental
  - Platoide: Especialmente en Nigeria. Llamadas lenguas de meseta de Nigeria central, o también lenguas nigerianas centrales.
  - Bantoide-Cross
    - Lenguas del río Cross, al sudeste de Nigeria, como el ibibio
    - Lenguas bantoides
      - Bantoide Norte: En Camerún y E. de Nigeria, especialmente los grupos mambiloide y dakoide.
      - Bantoide Sur: Propias del Sudeste de Nigeria y Oeste de Camerún, excepto las lenguas bantúes que lograron una gran expansión en toda África meridional.

La rama oriental, sin el bantú y el bantoide ("semi-bantú"), fue anticipada ya por Westermann (1927) que asignó a las pocas lenguas para las que poseía datos a una familia que denominó Benue-Cross e incluía esencialmente la meseta de Nigeria Central y las lenguas del río Cross.

## Comparación léxica
Los numerales para diferentes lenguas Benue-Congo son:
| GLOSA | PROTO- VOLTA- NÍGER | Platoide      | Platoide        | Platoide         | Platoide       | Bantoide-Cross  | Bantoide-Cross |
| GLOSA | PROTO- VOLTA- NÍGER | PROTO- KAINJI | PROTO- NIG.CEN. | PROTO- JUKUNOIDE | PROTO- DAKOIDE | PROTO- BANTOIDE | PROTO- CROSS   |
| ----- | ------------------- | ------------- | --------------- | ---------------- | -------------- | --------------- | -------------- |
| '1'   | *-kp͡a / *-rĩ        | *dĩ(n)/ *ʦun  | *din/ *ʦun      | *ʣuŋ             | *noŋɪ(n)       | *moi / *ɗi      | *-ɗĩ           |
| '2'   | *-βa(ɟi)            | *rebu         | *βari           | *fai             | *bara          | *βadi           | *-βari         |
| '3'   | *-tãi               | *taːtu        | *taːtu          | *ʦaːr            | *tara          | *tati           | *-tarĩ         |
| '4'   | *-nai               | *na(n)si      | *nasi           | *ɲɛ              | *nasa          | *nai            | *-nai          |
| '5'   | *tõː- / *-coni      | *tan(do)      | *cʲo(ː)n-       | *ʦoŋ             | *ʦoŋa          | *cʲan           | *-tiã(ŋ)       |
| '6'   |                     | *5+1          | *5+1            | *5+1             | *5+1           | *5+1            | *5+1           |
| '7'   | *5+2                | *5+2          | *5+2            | *5+2             | *5+2           | *5+2            | *5+2           |
| '8'   | *-naːnai            | *5+3          | *5+3/ *nana(s)i | *5+3             |                | *5+3            | *5+3           |
| '9'   | *5+4                | *5+4          | *5+4/ *10-1     | *5+4             | *10-1          | *5+4            | *5+4           |
| '10'  | *-wo                | *upʷa/ *kupa  | *kwop           | *-diub/ *-wub    | *kwop          | *kwop-          | *-ɗi-ob        |